# Devon Hall
Devon Howard Hall (Virginia Beach, 7 luglio 1995) è un cestista statunitense. In virtù di una notevole versatilità, può essere definito un tweener.

## Carriera

### College
Davon Hall inizia a giocare presso la squadra del college della sua città natale, i Virginia Cavaliers. Nel suo periodo collegiale, si è distinto, siglando un career-high di 25 punti il 14 gennaio 2018 e venendo inserito nel second-team di quella stagione. Chiude la sua esperienza con il 44 % al tiro da tre punti.

### Carriera da professionista

#### Draft 2018 e Cairns Taipans (2018-2019)
Hall viene selezionato come 53° scelta del Draft NBA 2018 da Oklahoma City Thunder. Dopo aver disputato l'NBA Summer League 2018 con la squadra statunitense, si accasa gli australiani del Cairns Taipans, militante in NBL.

#### Il ritorno ad Oklahoma (2019-2020), tra G League e NBA
Dopo l'anno australiano, Hall torna ad Oklahoma City. Il 26 febbraio 2019, firma un contratto con la squadra di G League della città, gli Oklahoma City Blue.
Dopo aver trascorso quasi un anno nella cosiddetta lega di sviluppo, il giocatore di Virginia Beach firma un two-way contract (tipologia di contratto che permette alle squadre di "firmare" altri due giocatori, oltre ai 15 del roster, per massimo 45 giorni a stagione) con i Thunder. Il 16 dicembre 2019, Hall ritorna quindi ai Blue, dove gioca 30 partite con una media di 15.6 punti, 5.7 rimbalzi e 4.4 assist.
Tra il 27 giugno e il 30 ottobre 2020, lo statunitense veste nuovamente la maglia dei Thunder.

#### Brose Bamberg (2020-2021)
Il 30 ottobre 2020, Hall firma un contratto con i tedeschi del Brose Bamberg, militante nella Bundesliga. I suoi compagni e lui chiudono la stagione con un 8º posto in regular season e la sconfitta ai quarti dei play-off. In campo europeo, la squadra si ferma alla fase a giorni della Champions League.
In 33 partite, raggiunge una media di 14.1 punti, 3.8 rimbalzi e 3.9 assist.

#### Olimpia Milano (2021-2024)
Il 20 giugno 2021 viene annunciato il suo passaggio all'Olimpia Milano con un contratto biennale, dove viene scelto in virtù di quella sua versatilità che lo ha svantaggiato in NBA. Il 20 febbraio 2022 vince la Coppa Italia, il suo primo trofeo in maglia biancorossa. Il 18 giugno 2022 si laurea, assieme ai suoi compagni di squadra, Campione d'Italia per la prima volta nella sua carriera. Il successo viene replicato nelle due stagioni successive fino al 17 giugno 2024 quando viene dato l'annuncio del termine del rapporto.

## Statistiche

### College
| Anno      | Squadra            | PG  | PT | MP   | TC%  | 3P%  | TL%  | RP  | AP  | PRP | SP  | PP   |
| --------- | ------------------ | --- | -- | ---- | ---- | ---- | ---- | --- | --- | --- | --- | ---- |
| 2014-2015 | Virginia Cavaliers | 23  | 1  | 10,6 | 40,0 | 33,3 | 45,5 | 0,7 | 0,8 | 0,4 | 0,0 | 1,8  |
| 2015-2016 | Virginia Cavaliers | 37  | 20 | 21,9 | 37,5 | 33,3 | 76,5 | 2,6 | 2,0 | 0,5 | 0,3 | 4,4  |
| 2016-2017 | Virginia Cavaliers | 34  | 34 | 27,4 | 40,8 | 37,2 | 77,6 | 4,4 | 1,9 | 0,5 | 0,1 | 8,4  |
| 2017-2018 | Virginia Cavaliers | 34  | 34 | 32,1 | 45,4 | 43,2 | 89,4 | 4,2 | 3,1 | 0,9 | 0,1 | 11,7 |
| Carriera  | Carriera           | 128 | 89 | 24,0 | 41,9 | 38,9 | 80,7 | 3,2 | 2,1 | 0,6 | 0,2 | 6,9  |

### NBA

#### Regular Season
| Anno      | Squadra          | PG | PT | MP  | TC%  | 3P%  | TL%  | RP  | AP  | PRP | SP  | PP  |
| --------- | ---------------- | -- | -- | --- | ---- | ---- | ---- | --- | --- | --- | --- | --- |
| 2019-2020 | Oklahoma Thunder | 11 | 0  | 7,4 | 20,0 | 23,5 | 50,0 | 0,6 | 1,2 | 0,4 | 0,1 | 1,8 |
| Carriera  | Carriera         | 11 | 0  | 7,4 | 20,0 | 23,5 | 50,0 | 0,6 | 1,2 | 0,4 | 0,1 | 1,8 |

### G League
| Anno      | Squadra       | PG | PT | MP   | TC%  | 3P%  | TL%  | RP  | AP  | PRP | SP  | PP   |
| --------- | ------------- | -- | -- | ---- | ---- | ---- | ---- | --- | --- | --- | --- | ---- |
| 2018-2019 | Oklahoma Blue | 10 | 3  | 21,1 | 37,3 | 42,2 | 100  | 1,4 | 1,5 | 0,4 | 0,2 | 7,3  |
| 2019-2020 | Oklahoma Blue | 30 | 30 | 31,3 | 45,0 | 35,7 | 86,0 | 5,7 | 4,4 | 0,7 | 0,3 | 15,5 |
| Carriera  | Carriera      | 40 | 33 | 28,8 | 43,8 | 36,9 | 86,9 | 4,6 | 3,7 | 0,7 | 0,3 | 13,5 |

### Eurolega
| Anno       | Squadra        | PG  | PT | MP   | TC%  | 3P%  | TL%  | RP  | AP  | PRP | SP  | PP  |
| ---------- | -------------- | --- | -- | ---- | ---- | ---- | ---- | --- | --- | --- | --- | --- |
| 2021-2022  | Olimpia Milano | 36  | 23 | 27,1 | 43,3 | 37,1 | 78,7 | 2,1 | 2,2 | 0,6 | 0,2 | 9,9 |
| 2022-2023  | Olimpia Milano | 25  | 21 | 30,0 | 37,7 | 32,1 | 84,6 | 2,6 | 2,3 | 0,9 | 0,1 | 7,8 |
| 2023-2024  | Olimpia Milano | 32  | 13 | 24,1 | 45,3 | 38,5 | 83,8 | 2,9 | 1,9 | 1,0 | 0,1 | 8,2 |
| 2024-2025† | Fenerbahçe     | 32  | 15 | 23,5 | 46,3 | 38,7 | 82,2 | 2,2 | 3,4 | 0,5 | 0,1 | 7,8 |
| Carriera   | Carriera       | 125 | 72 | 26,0 | 43,4 | 36,8 | 82,1 | 2,4 | 2,4 | 0,7 | 0,1 | 8,5 |

## Palmarès
- Campionato italiano: 3

Olimpia Milano: 2021-2022, 2022-2023, 2023-2024
- Campionato turco: 1

Fenerbahçe: 2024-2025
- Coppa Italia: 1

Olimpia Milano: 2022
- Coppa di Turchia: 1

Fenerbahçe: 2025
- Eurolega: 1

Fenerbahçe: 2024-2025